# Cot Reumpo Meuriam
Cot Reumpo Meuriam är en kulle i Indonesien.   Den ligger i provinsen Aceh, i den västra delen av landet, 1 800 km nordväst om huvudstaden Jakarta. Toppen på Cot Reumpo Meuriam är 246 meter över havet.
Terrängen runt Cot Reumpo Meuriam är kuperad, och sluttar norrut. Runt Cot Reumpo Meuriam är det ganska glesbefolkat, med 30 invånare per kvadratkilometer. I omgivningarna runt Cot Reumpo Meuriam växer i huvudsak städsegrön lövskog.